# Jean Dunn
Jean Dunn (ur. w 1934 roku) – brytyjska kolarka torowa, pięciokrotna medalistka mistrzostw świata.

## Kariera
Pierwszy sukces w karierze Jean Dunn osiągnęła w 1958 roku, kiedy na mistrzostwach świata w Paryżu zdobyła brązowy medal w sprincie indywidualnym. W zawodach tych wyprzedziły ją jedynie dwie reprezentantki ZSRR: Galina Jermołajewa i Walentina Maksimowa. Taki sam skład miało podium w tej konkurencji podczas MŚ w Amsterdamie (1959), MŚ w Lipsku (1960) oraz MŚ w Zurychu (1961). Ostatni medal wywalczyła na rozgrywanych w 1962 roku mistrzostwach w Mediolanie, gdzie w swojej koronnej konkurencji była ponownie trzecia, ulegając tylko Walentinie Sawinej i Irinie Kiriczenko z ZSRR. Nigdy nie wystąpiła na igrzyskach olimpijskich (kobiety zaczęły rywalizację olimpijską w kolarstwie w 1984 roku).